# Allison Moorer
Allison Moorer, nacida el 21 de junio de 1972 en Alabama, es una cantautora de country y folk estadounidense. Es hermana pequeña de Shelby Lynne y está casada con el cantautor Steve Earle.
Ha sido nominada para un Premio de la Academia por la canción «A Soft Place to Fall», que apareció en la película El hombre que susurraba a los caballos (dirigida por Robert Redford en 1998).

## Carrera musical
Después del suicidio-asesinato de sus padres en 1985, Shelby Lynne emigró a Nashville a iniciar su carrera musical. Después de graduarse en el instituto, Allison siguió a su hermana y se instaló en Nashville.
En Nashville se casó con el cantautor Doyle 'Butch' Primm, con quien compuso a medias varias de sus canciones.
En 1996 participó en el homenaje a Walter Hyatt, un cantautor amigo de Allison. Durante su actuación un agente se fijó en ella y le puso en contacto con el productor Tony Brown. Como resultado apareció Alabama Song, su primer álbum para MCA en 1998.
A pesar de que ninguno de los sencillos de Alabama Song consiguió destacar en las listas, u primer éxito llegó ese mismo año, con la inclusión de «A Soft Place to Fall» en la banda sonora original de El hombre que susurraba a los caballos. Moorer apareció en la película y consiguió una nominación a los Premios de la Academia como mejor canción original. Además, participó en la ceremonia de 1999 interpretando su canción.

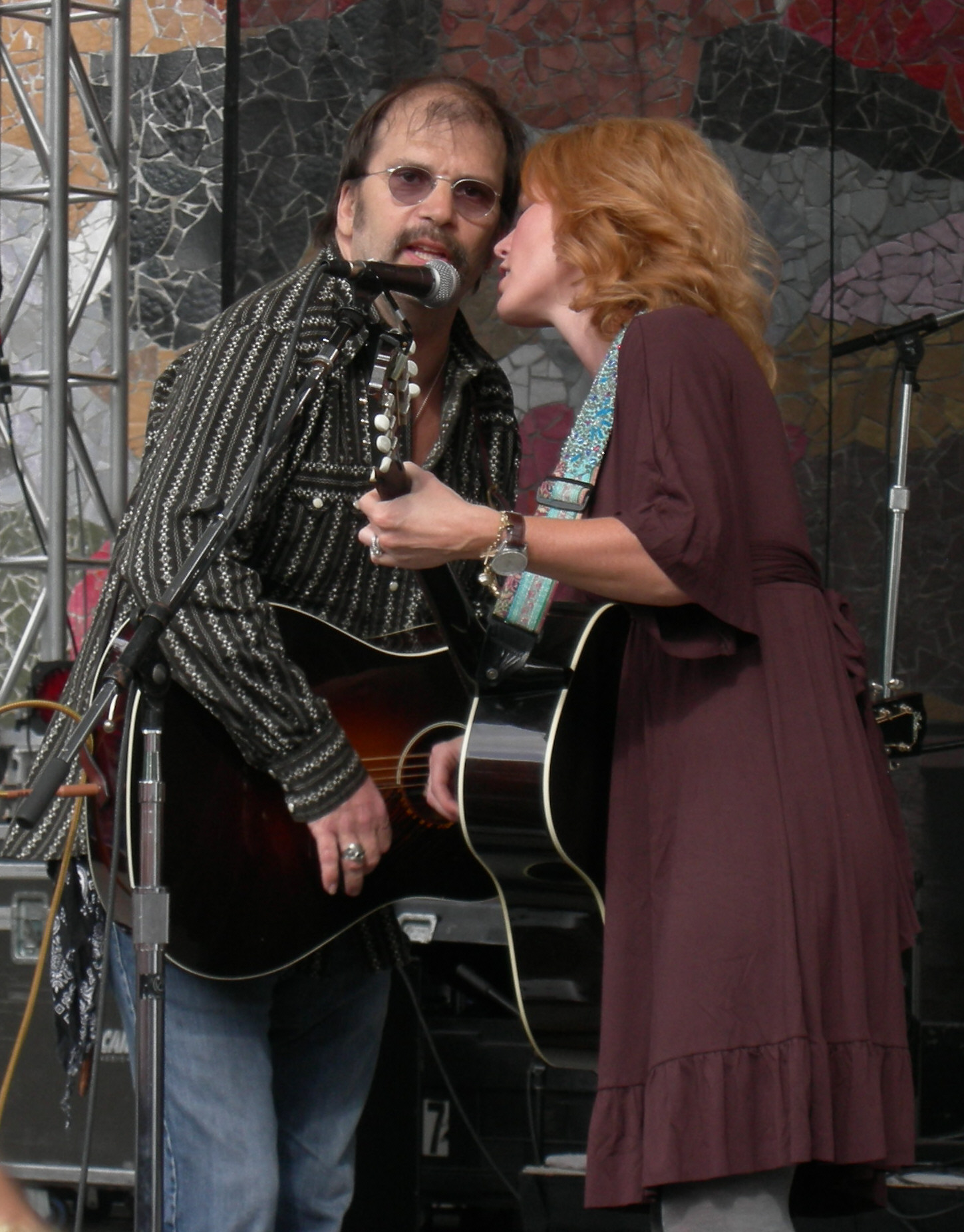
Steve Earle y Allison Moorer a dúo en el festival Bumbershoot, celebrado cada Primero de mayo en Seattle.

Su productor Brown cambió de discográfica y Allison le siguió, cambiando así a Universal South. Ni The Hardest Part ni Miss Fortune consiguieron las expectativas comerciales que esperaban, pero el dueto «Picture» con Kid Rock colocó a Allison en las listas una vez más. En realidad, Rock tenía la intención de realizar la colaboración con Sheryl Crow, pero esta declinó la oferta. Después del éxito, Crow aceptó la oferta de rock y la nueva versión llegó al número 4 de Billboard Hot 100, vendiendo más de medio millón de copias.
Show (2003) se grabó en dos pases que la cantautora ofreció en Nashville, en el que apareció su hermana. Esta es la primera grabación en la que aparecen juntas. Durante ese año, Moorer se divorció de su marido 'Butch' Primm.
Show fue su último álbum para Universal South, ya que cambió a la independiente Sugar Hill, con quienes editó The Duel en 2004. Ese mismo año participó como telonera en la gira europea de Steve Earle. DEspués de esta gira los dos cantautores se casaron.
Fue Steve Earle quien ejerció de productor para Getting Somewhere (2006), el primer álbum de Moorer tras su divorcio con 'Butch' Primm y, por tanto, el primer álbum que compuso ella sola en su totalidad.
Earle y Moorer se mudaron a Nueva York, donde Earle compuso Washingon Square Serenade. La canción «Days are never long enough» fue compuesta por la pareja, y les valió una nominación para los premios Grammy como 'mejor colaboración country'. Durante 2007 volvió a viajar a Europa con Earle como telonera.
En 2008 apareció Mockingbird, su último trabajo hasta la fecha.

## Discografía

### Álbumes
- Alabama Song (MCA, 1998).
- The Hardest Part (2000).
- Miss Fortune (2002).
- Show (2003).
- The Duel (2004).
- Getting Somewhere (2006).
- Mockingbird (2008).

- Crows (2010).
- Down to Believing (2015).
- Not Dark Yet (2017) (con Shelby Lynne).

### Sencillos
| Año  | Canción                                      | Hot Country Songs | Álbum                                             |
| ---- | -------------------------------------------- | ----------------- | ------------------------------------------------- |
| 1998 | «A Soft Place to Fall»                       | 73                | Alabama Song                                      |
| 1998 | «Set You Free»                               | 75                | Alabama Song                                      |
| 1998 | «Alabama Song»A                              | -                 | Alabama Song                                      |
| 1999 | «Pardon Me»A                                 | -                 | Alabama Song                                      |
| 2000 | «Send Down An Angel»                         | 66                | The Hardest Part                                  |
| 2001 | «Think It Over»                              | 57                | The Hardest Part                                  |
| 2002 | «Picture»(con Kid Rock)B                     | 21                |                                                   |
| 2002 | «Tumbling Down»A                             | -                 | Miss Fortune                                      |
| 2004 | «Going Down»A                                | -                 | Miss Fortune                                      |
| 2006 | «Fairweather»A                               | -                 | Getting Somewhere                                 |
| 2007 | «I Want a Little Sugar in My Bowl»A          | -                 | Mockingbird                                       |
| 2008 | «Days Aren't Long Enough» (con Steve Earle)A | -                 | Washington Square Serenade (álbum de Steve Earle) |
| 2008 | «Dancing Barefoot»A                          | -                 | Mockingbird                                       |

- A Fuera de las listas.
- B Llegó al #4 en el Billboard Hot 100; existe una versión alternativa interpretada junto a Sheryl Crow.

## Premios y distinciones
Premios Óscar
| Año  | Categoría              | Película                               | Resultado |
| ---- | ---------------------- | -------------------------------------- | --------- |
| 1999 | Mejor canción original | El hombre que susurraba a los caballos | Nominada  |